# Овсяница тростниковая
Овся́ница тростниковая, или  Овся́ница тростниковидная (лат. Festuca arundinacea) — вид многолетних травянистых растений рода Овсяница (Festuca) семейства Злаки (Poaceae).
Хорошее пастбищно-сенокосное растение, по кормовым качествам близкое к Овсяница луговая (Festuca pratensis).

## Распространение и экология
В диком виде произрастает на всей территории Европы, в умеренном климате Азии и на севере Африки (Азорские острова, Алжир, Ливия, Марокко, Тунис). Распространилось и натурализировалось в Австралии, Новой Зеландии, Северной Америке.
Хорошо растёт на засолённых почвах.

## Ботаническое описание
Стебли высотой 50—150 см. Корневища короткие.
Листья плоские, жестковатые, шириной 5—11 мм.
Метёлка длиной 20—30 см, поникающая; в нижнем узле метёлки длинная веточка с многочисленными колосками, а короткая с 4—8 колосками. Колоски длиной 8—12 мм, с 4—6 цветками. Нижняя цветковая чешуя ланцетная, длиной 6—9 мм, на верхушке цельная или двузубчатая, без остей или с остью длиной до 0,5 мм.
Цветёт в июне—июле.
Число хромосом 2n=42.

## Значение и применение
Хорошо поедается в сене и на пастбище до середины колошения.

## Классификация

### Таксономия
Вид Овсяница тростниковая входит в род Овсяница (Festuca) семейства Злаки (Poaceae) порядка Злакоцветные (Poales).
|  |                                      |  |                                                             |                                                             |                 |  | ещё 17 семейств (согласно Системе APG II) | ещё 17 семейств (согласно Системе APG II) |                           |  |  |  | ещё около 300 видов |
|  |                                      |  |                                                             |                                                             |                 |  | ещё 17 семейств (согласно Системе APG II) | ещё 17 семейств (согласно Системе APG II) |                           |  |  |  | ещё около 300 видов |
|  |                                      |  |                                                             | порядок Злакоцветные                                        |                 |  |                                           |                                           | род Овсяница              |  |  |  |                     |
|  |                                      |  |                                                             | порядок Злакоцветные                                        |                 |  |                                           |                                           | род Овсяница              |  |  |  |                     |
|  | отдел Цветковые, или Покрытосеменные |  |                                                             |                                                             | семейство Злаки |  |                                           |                                           | вид Овсяница тростниковая |  |  |  |                     |
|  | отдел Цветковые, или Покрытосеменные |  |                                                             |                                                             | семейство Злаки |  |                                           |                                           |                           |  |  |  |                     |
|  |                                      |  | ещё 44 порядка цветковых растений (согласно Системе APG II) | ещё 44 порядка цветковых растений (согласно Системе APG II) |                 |  |                                           | ещё около 600 родов                       | ещё около 600 родов       |  |  |  |                     |
|  |                                      |  |                                                             | ещё 44 порядка цветковых растений (согласно Системе APG II) |                 |  |                                           |                                           | ещё около 600 родов       |  |  |  |                     |

### Подвиды
В рамках вида выделяют ряд подвидов:
- Festuca arundinacea subsp. arundinacea — Овсяница тростниковая
- Festuca arundinacea subsp. atlantigena (St.-Yves) Auquier
- Festuca arundinacea subsp. cirtensis (St.-Yves) Gamisans
- Festuca arundinacea subsp. corsica (Hack. ex Barbey) Kerguelen
- Festuca arundinacea subsp. fenas (Lag.) Arcang. — Овсяница скученноколосковая
- Festuca arundinacea subsp. orientalis (Hack.) Tzvelev — Овсяница восточная
- Festuca arundinacea subsp. uechtritziana (Wiesb.) Hegi